# Kylie Masse
Kylie Jacqueline Masse (ur. 18 stycznia 1996 w Windsorze) – kanadyjska pływaczka specjalizująca się w stylu grzbietowym, dwukrotna wicemistrzyni olimpijska, trzykrotna mistrzyni świata i była rekordzistka globu.

## Kariera pływacka
Masse zdobyła złoty medal na uniwersjadzie w południowokoreańskim Gwangju na dystansie 100 m stylem grzbietowym. 

### 2016
Rok później, na igrzyskach olimpijskich w Rio de Janeiro w tej samej konkurencji wywalczyła brązowy medal ex aequo z Chinką Fu Yuanhui. Masse w finale uzyskała czas 58,76 i ustanowiła nowy rekord Kanady. Płynęła także w sztafecie 4 × 100 m stylem zmiennym i w eliminacjach, na pierwszej zmianie, poprawiła rekord kraju czasem 58,66. Ostatecznie sztafeta kanadyjska zajęła w finale piąte miejsce.
Podczas mistrzostw świata na krótkim basenie w Windsorze zdobyła dwa srebrne medale. Pierwszy z nich wywalczyła w konkurencji 100 m stylem grzbietowym, w finale uzyskawszy czas 56,24. Dzień wcześniej, w eliminacjach, ustanowiła na tym dystansie rekord Kanady (56,02). Kolejne srebro otrzymała kiedy Kanadyjki w wyścigu sztafet 4 × 100 m stylem zmiennym zajęły drugie miejsce.

### 2017
W kwietniu 2017 roku na mistrzostwach Kanady czasem 58,21 Masse pobiła rekord obu Ameryk na dystansie 100 m stylem grzbietowym. Jest to również najlepszy wynik uzyskany w stroju tekstylnym i trzeci rezultat w historii tej konkurencji.
Trzy miesiące później, podczas mistrzostw świata w Budapeszcie zwyciężyła w konkurencji 100 m stylem grzbietowym i czasem 58,10 pobiła 8-letni rekord świata na tym dystansie. Zdobyła także brązowy medal w sztafecie mieszanej 4 × 100 m stylem zmiennym, w której Kanadyjczycy ustanowili nowy rekord swojego kraju. Na dystansie 200 m stylem grzbietowym Masse w półfinale czasem 2:05,97 poprawiła rekord Kanady, a w finale uplasowała się na piątym miejscu (2:07,04). W półfinałach 50 m stylem grzbietowym pobiła rekord Kanady, uzyskawszy czas 27,64, ale nie zakwalifikowała się do finału i ostatecznie zajęła dziesiątą pozycję.

## Rekordy świata
| Konkurencja              | Basen      | Rezultat | Data          | Miejsce   | Status                          |
| ------------------------ | ---------- | -------- | ------------- | --------- | ------------------------------- |
| 100 m stylem grzbietowym | 50-metrowy | 58,10    | 25 lipca 2017 | Budapeszt | do 28 lipca 2018 Kathleen Baker |